# Чекан
Чека́н (в славянских языках — «топор», «кирка», «клык кабана» и т. д.; в русском — древнее заимствование из тюркских языков — от čаkаn «боевой топор», čаkmаk «бить, чеканить») — короткодревковое холодное оружие с основным ударным элементом в виде «клюва» (топорика) и молотком на обухе, а также знак начальнического достоинства.

## Форма
Название происходит от древнерусского слова «чекан», которое было синонимом слова «топор». Чекан имеет проушину для закрепления рукояти, хотя известны и экземпляры со втулкой, а также самобытные китайские чеканы гэ, вставлявшиеся в расщеп древка. Основным отличием чекана от топора является отсутствие лезвия, удар осуществляется остриём, образованным сходящимися гранями полотна клюва. Иногда это различие формулируют как наличие ножевидного (у чекана) и стержневидного (у клевца) бойков. Альтернативной классификацией является предложенная М. П. Грязновым в 1956 году, который предложил считать чеканом оружие с прямым, а клевцом — с клювовидно загнутым остриём. М. В. Горелик предлагает считать чекан и клевец синонимами. Обладает значительной для ближнего боя эффективностью применения против доспехов, поскольку (в сравнении с другим оружием ближнего боя) сила удара фокусируется на минимальной площади поражения.
Похожим по форме, но функционально отличным является боевой молот-«клевец» в России и «наджак» в Польше. В этом смысле чекан (с одной стороны) и клевец (с другой) могли быть элементами одного комбинированного оружия — поллэкса.
На Руси чекан служил знаком начальнического достоинства. Его брали в поход и тогда возили на седле, помещая наконечником в петлю, прикреплённую к пуговке, обшитой сафьяном и вышитой золотом или серебром.

## История
Чекан восходит к боевой кирке, появившейся в Месопотамии в III тысячелетии до н. э. в ответ на появление первых металлических шлемов. Во II тысячелетии до н. э. функцию борьбы с защищённым доспехом противником берёт на себя топор, в особенности боевой топор с узким лезвием, введённый гиксосами, и лишь в I тысячелетии до н. э. в Средней Азии и Китае появляются настоящие чеканы с листовидным ударным элементом и скруглённым обухом.
Древнейшие европейские прообразы чеканов, обычно называемые «алебардами» бронзового века, имели приклёпанное к металлической рукоятке широким концом лезвие, внешне похожее на бронзовый кинжал, но асимметричное, то есть имеющее различную длину и кривизну граней. Это оружие долгое время считалось ритуальным, однако современные исследования подтвердили наличие следов боевого использования на сохранившихся экземплярах. Оно появилось на территории современных Испании и Португалии в 2000—1800 гг до н. э. и распространилось в Микены, Ирландию и Германию, где производилось, в том числе для торгового обмена со Скандинавией и Восточной Европой.
Ранние образцы чеканов относится к комплексу вооружения всадника и предназначались для ведения ближнего боя. Наиболее архаичные бронзовые чеканы с втулкой относятся к VIII—VII вв.. до н. э. и встречаются в погребениях воинов-кочевников: скифов, представителей ананьинской и пазырыкской культур. В культурах кочевников Центральной Азии эпохи поздней бронзы использовались бронзовые чеканы, представлявшие собой круглую трубку-втулку с прикреплённым сбоку плоским, длинным листовидным лезвием, похожим на кинжал, но укреплённым рёбрами жёсткости. Оружие использовалось как и топор, потому лезвие изготавливалось с небольшим наклоном по отношению к втулке, это создавало угол между рукоятью и лезвием, который позволял перенести центр действия удара на черенок и свести отдачу к минимуму. Втулкой чеканы насаживались на длинную деревянную рукоять и позволяли наносить как колющие, так и рубящие удары. Чеканы носились на поясе с правого бока. Такие чеканы изображались на оленных камнях в Горном Алтае и Тыве. Впоследствии постепенно начали преобладать чеканы с проушиной, а затем основным материалом для изготовления чекана стало железо.